# Lymnas serriger
Lymnas serriger är en fjärilsart som beskrevs av Adalbert Seitz 1913. Lymnas serriger ingår i släktet Lymnas och familjen Riodinidae. Inga underarter finns listade i Catalogue of Life.